# 新川崎站
新川崎站（日语：／ Shin-kawasaki eki */?）是一個位於神奈川縣川崎市幸區鹿島田一丁目，屬於東日本旅客鐵道（JR東日本）的鐵路車站。1980年10月1日橫須賀線「SM分離」時與東戶塚站一同開業。

## 停靠路線
此站只停靠橫須賀線與湘南新宿線的東北本線（宇都宮線） - 橫須賀線直通列車。本站的軌道名稱是東海道本線支線，通稱「品鶴線」（詳情參見路線條目與鐵道路線的名稱），但旅客導覽上不標示「東海道（本）線」和「品鶴線」。
相鐵·JR直通線列車不停本站（於本站旁邊品鶴線的貨物線一側通過），但本站 - 武藏小杉站間屬於區間外乘車特例。
此站的各路線都設有車站編號。
- 橫須賀線：東海道本線（經品鶴線），下行列車從大船站起行駛於線路名稱上的橫須賀線。上行列車多經東京站直通總武快速線。 - 車站編號「JO 14」
- 湘南新宿線：東海道本線（經品鶴線），至西大井站文址與橫須賀線使用同一線路，經新宿站直通宇都宮線。 - 車站編號「JS 14」

此站不屬於JR特定都區市內制度下的「橫濱市內」。

## 歷史
- 1971年（昭和46年）7月5日：日本國有鐵道（國鐵）決定在新鶴見操車場鹿島田道路橋附近設站[4]。
- 1980年（昭和55年）10月1日：本站隨品鶴線旅客化（SM分離）開業[2]。
- 1987年（昭和62年）4月1日：國鐵分割民營化，本站由JR東日本接手管理。
- 2001年（平成13年）11月18日：智能卡系統Suica正式投入服務。

### 站名由來
決定設站時，原規劃以附近地名及南武線最近車站「鹿島田」命名為「新鹿島田」。但是由於被認為辨識度不高，加上SM分離時成為川崎站的代替站，因此定名為「新川崎」。
不過，2010年3月13日武藏小杉站新設橫須賀線月台後，可直接轉乘南武線前往川崎站。本站「川崎站的替代」角色也逐漸消失。
2007年12月15日實施住居表示時，鄰接的小倉、北加瀨部分地區設新町名「新川崎」。

## 車站構造
本站是一個地面車站，站房為跨站式站房。月台呈彎曲狀，採島式月台1面2線設計。
現為武藏小杉站管理的業務委託站（委託JR東日本車站服務）。
站內設有電梯與電扶梯。

### 月台配置
| 月台 | 路線                  | 方向 | 目的地               |
| ---- | --------------------- | ---- | -------------------- |
| 1    | 橫須賀·總武線（快速） | 上行 | 品川、東京、千葉方向 |
| 1    | 湘南新宿線            | 北行 | 澀谷、新宿、大宮方向 |
| 2    | 橫須賀線              | 下行 | 橫濱、逗子久里濱方向 |

（來源：JR東日本:車站構內圖 （页面存档备份，存于））

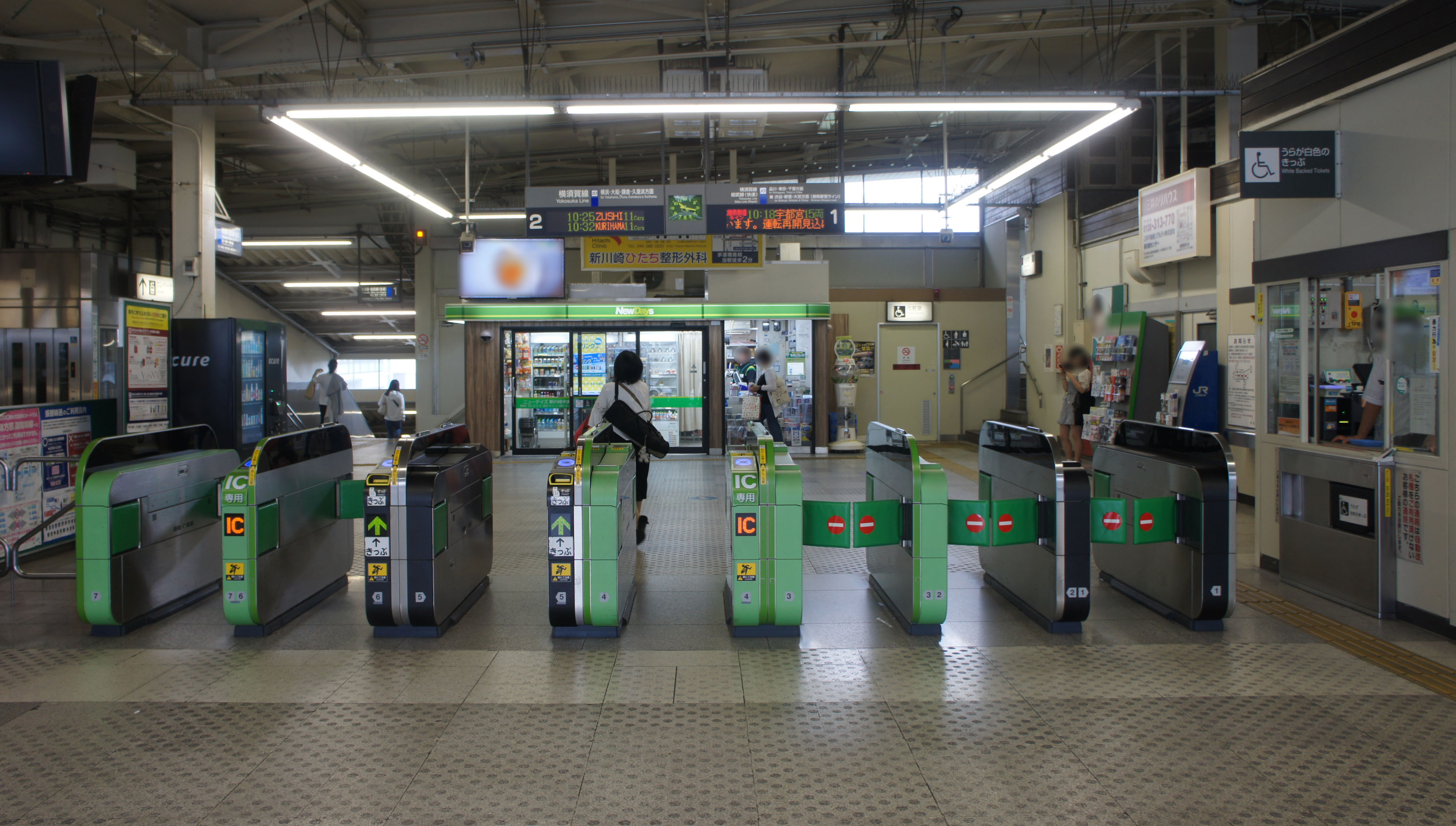
閘口（2019年6月）
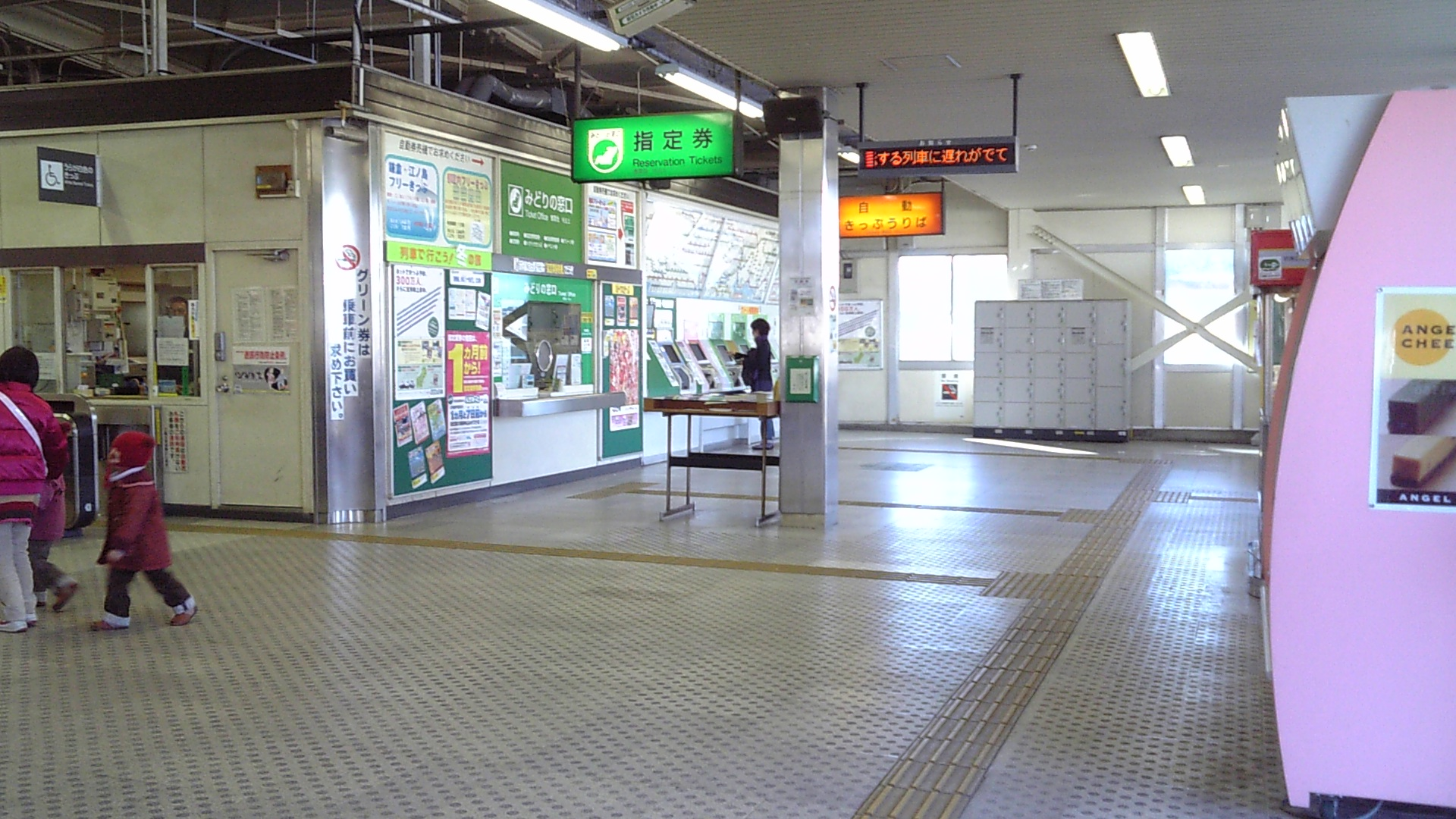
車站構內，左起依次為閘口、綠窗口、自動售票機
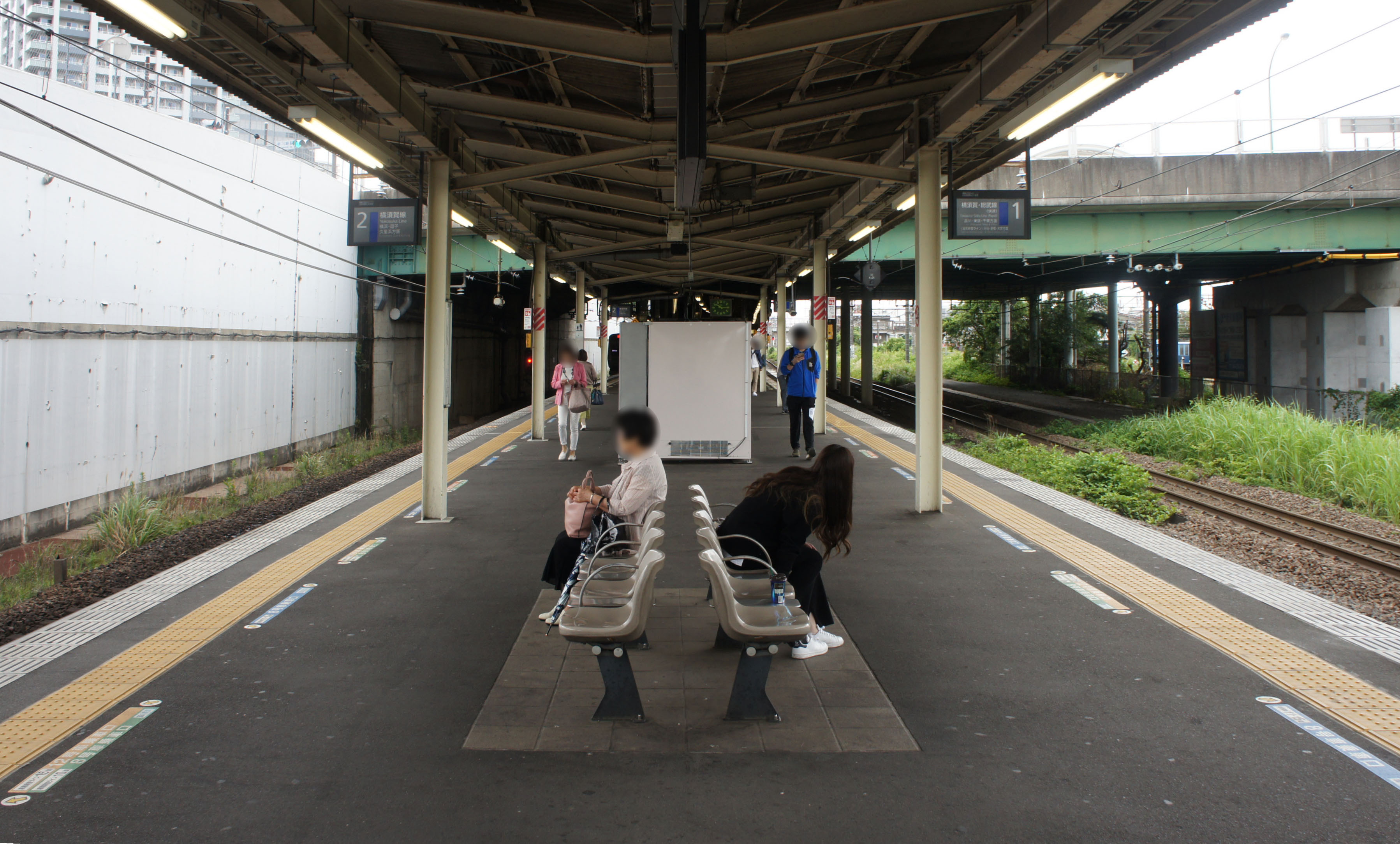
月台（2019年6月）

## 使用情況
2019年（令和元年）度的1日平均上車人次為30,255人。
近年的推移如下表。
| 年度               | 1日平均 上車人次 | 來源                |
| ------------------ | ---------------- | ------------------- |
| 1995年（平成07年） | 19,725           | [ 乗降データ 2 ]    |
| 1996年（平成08年） | 20,195           |                     |
| 1997年（平成09年） | 19,620           |                     |
| 1998年（平成10年） | 20,037           | [ 神奈川県統計 1 ]  |
| 1999年（平成11年） | 20,932           | [ 神奈川県統計 2 ]  |
| 2000年（平成12年） | 21,468           | [ 神奈川県統計 2 ]  |
| 2001年（平成13年） | 22,613           | [ 神奈川県統計 3 ]  |
| 2002年（平成14年） | 23,563           | [ 神奈川県統計 4 ]  |
| 2003年（平成15年） | 24,376           | [ 神奈川県統計 5 ]  |
| 2004年（平成16年） | 24,598           | [ 神奈川県統計 6 ]  |
| 2005年（平成17年） | 25,544           | [ 神奈川県統計 7 ]  |
| 2006年（平成18年） | 26,087           | [ 神奈川県統計 8 ]  |
| 2007年（平成19年） | 27,727           | [ 神奈川県統計 9 ]  |
| 2008年（平成20年） | 27,989           | [ 神奈川県統計 10 ] |
| 2009年（平成21年） | 27,072           | [ 神奈川県統計 11 ] |
| 2010年（平成22年） | 25,159           | [ 神奈川県統計 12 ] |
| 2011年（平成23年） | 25,227           | [ 神奈川県統計 13 ] |
| 2012年（平成24年） | 25,347           | [ 神奈川県統計 14 ] |
| 2013年（平成25年） | 25,392           | [ 神奈川県統計 15 ] |
| 2014年（平成26年） | 25,416           | [ 神奈川県統計 16 ] |
| 2015年（平成27年） | 27,085           | [ 神奈川県統計 17 ] |
| 2016年（平成28年） | 27,264           | [ 神奈川県統計 18 ] |
| 2017年（平成29年） | 28,820           |                     |
| 2018年（平成30年） | 29,407           |                     |
| 2019年（令和元年） | 30,255           |                     |

## 車站周邊
車站位於狹長的新鶴見操車場（現新鶴見信號場）外，車站出入口位於鹿島田跨線天橋上，因此距離所謂的「站前商店街」有段距離。本站橫須賀線西側是廣大的舊新鶴見操車場用地，現在部分用地轉由新鶴見信號場、新鶴見機關區使用。2000年，本站南側開設慶應義塾大學新川崎城校區（K² Town Campus），2007年先鋒開設事業所（2016年移往文京區）等，正以「新川崎·創造之森」構想的核心發展先端技術研究。
西側（加瀨側）
- 鹿島田跨線天橋
- 新川崎交通廣場
  - 巴士乘車處兩座，計程車上下客處各一處

- - 身障人士車輛上下客處一處

- - 一般車用上下客處一處
- Cinka Mall
  - 京急store（日语：京急ストア）新川崎店
  - Sports Club NAS（日语：スポーツクラブNAS）新川崎
- COTONIOR GARDEN新川崎 - SPA與咖啡廳、醫院等13店鋪。2018年3月三店鋪先行開業。同年4月全面開幕[6][7]。
- 慶應義塾大學新川崎城校區（通稱　K2 Town Campus）
- 幸區日吉合同廳舍（幸區役所日吉出張所、幸市民館、幸圖書館日吉分館）
- 夢見崎動物公園（日语：夢見ヶ崎動物公園）
- 三菱扶桑卡客車川崎製作所、技術中心

東側（鹿島田側）
- 新川崎與鹿島田站間的行人專用通路

- 新川崎廣場
  - 丸悅（日语：マルエツ）新川崎店
  - 里索那銀行新川崎支店
- Park Tower新川崎（47層公寓大樓）
- 新川崎三井大廈（日语：新川崎三井ビルディング）（31層辦公大樓2棟）
- Park City新川崎（日语：パークシティ新川崎）（9棟公寓組成）
  - Park City新川崎內郵便局
- 鹿島大神（かしまだいじん）
- JR南武線鹿島田站 ‐ 非制度上的轉乘站。2010年3月13日新設橫須賀線月台的武藏小杉站是制度上的南武線與橫須賀線轉乘站。

## 巴士路線

### 新川崎站
站前
- 川崎市交通局
  - 往川崎站西口（川83）
  - 往江川町（川83）
- 川崎鶴見臨港巴士
  - 往川崎站西口（川60）※僅白天
  - 往元住吉（川60）※僅白天

### 新川崎交通廣場
鹿島田跨線天橋對側
- 東急巴士、川崎鶴見臨港巴士（日语：川崎鶴見臨港バス）共同運行
  - 往日吉站東口（經江川町）（日95）
- 川崎鶴見臨港巴士
  - 往鶴見站西口、往駒岡車庫（日语：川崎鶴見臨港バス鶴見営業所）（鶴04）
  - 往中原站前（原62）※僅週六一班
  - 往元住吉（經小倉）（元02）※僅平日早晨
- 川崎市交通局
  - 往新川崎站（川83）平日一日一班。

### 新川崎站入口
穿過鹿島田跨線天橋後步行5分
- 川崎鶴見臨港巴士
  - 往鶴見站西口、往駒岡車庫（鶴04）
  - 往元住吉（經小倉）（元02）※僅平日早晨
  - 往中原站前（原62）※僅週六一班

### 鹿島田陸橋
穿過鹿島田跨線天橋後步行5分
- 川崎鶴見臨港巴士
  - 往鶴見站西口（鶴04）
  - 往元住吉（川60）※僅白天
  - 往中原站前（原62）※僅週六一班
  - 往川崎站西口（川60）※僅白天

## 相鄰車站
東日本旅客鐵道（JR東日本）
 橫須賀線
武藏小杉（JO 15）－新川崎（JO 14）－橫濱（JO 13）
 湘南新宿線
■特別快速、■快速（所有列車直通高崎線）
通過
■普通（直通宇都宮線，部分宇都宮線內快速）
武藏小杉（JS 15）－新川崎（JS 14）－橫濱（JS 13）

### 使用情況
JR東日本1日平均使用人數
1. ↑  各駅の乗車人員 （页面存档备份，存于） - JR東日本

JR東日本的統計資料
1. ↑  川崎市統計書 （页面存档备份，存于） - 川崎市
2. ↑  線区別駅別乗車人員（1日平均）の推移PDF - 17ページ

JR東日本2000年度以後的上車人次
1. ↑  各駅の乗車人員（2000年度） （页面存档备份，存于） - JR東日本
2. ↑  各駅の乗車人員（2001年度） （页面存档备份，存于） - JR東日本
3. ↑  各駅の乗車人員（2002年度） （页面存档备份，存于） - JR東日本
4. ↑  各駅の乗車人員（2003年度） （页面存档备份，存于） - JR東日本
5. ↑  各駅の乗車人員（2004年度） （页面存档备份，存于） - JR東日本
6. ↑  各駅の乗車人員（2005年度） （页面存档备份，存于） - JR東日本
7. ↑  各駅の乗車人員（2006年度） （页面存档备份，存于） - JR東日本
8. ↑  各駅の乗車人員（2007年度） （页面存档备份，存于） - JR東日本
9. ↑  各駅の乗車人員（2008年度） （页面存档备份，存于） - JR東日本
10. ↑  各駅の乗車人員（2009年度） （页面存档备份，存于） - JR東日本
11. ↑  各駅の乗車人員（2010年度） （页面存档备份，存于） - JR東日本
12. ↑  各駅の乗車人員（2011年度） （页面存档备份，存于） - JR東日本
13. ↑  各駅の乗車人員（2012年度） （页面存档备份，存于） - JR東日本
14. ↑  各駅の乗車人員（2013年度） （页面存档备份，存于） - JR東日本
15. ↑  各駅の乗車人員（2014年度） （页面存档备份，存于） - JR東日本
16. ↑  各駅の乗車人員（2015年度） （页面存档备份，存于） - JR東日本
17. ↑  各駅の乗車人員（2016年度） （页面存档备份，存于） - JR東日本
18. ↑  各駅の乗車人員（2017年度） （页面存档备份，存于） - JR東日本
19. ↑  各駅の乗車人員（2018年度） （页面存档备份，存于） - JR東日本
20. ↑  各駅の乗車人員（2019年度） （页面存档备份，存于） - JR東日本

神奈川縣縣勢要覽
1. ↑  平成12年 - 220ページ
2. 1 2  平成13年PDF - 222ページ
3. ↑  平成14年PDF - 220ページ
4. ↑  平成15年PDF - 220ページ
5. ↑  平成16年PDF - 220ページ
6. ↑  平成17年PDF - 222ページ
7. ↑  平成18年PDF - 222ページ
8. ↑  平成19年PDF - 224ページ
9. ↑  平成20年PDF - 228ページ
10. ↑  平成21年PDF - 238ページ
11. ↑  平成22年PDF - 236ページ
12. ↑  平成23年PDF - 236ページ
13. ↑  平成24年PDF - 232ページ
14. ↑  平成25年PDF - 234ページ
15. ↑  平成26年PDF - 236ページ
16. ↑  平成27年PDF - 236ページ
17. ↑  平成28年PDF - 244ページ
18. ↑  平成29年PDF - 236ページ

## 外部連結
- 車站資訊（新川崎）：東日本旅客鐵道

35°33′04″N 139°40′19″E / 35.551°N 139.672°E